# Saxon Shore
Saxon Shore es una banda norteamericana de post-rock instrumental con miembros de Filadelfia y Brooklyn. El grupo ha lanzado tres EP y un LP bajo la discográfica Burnt Toast Vinyl.

## Miembros

### Actuales
- Matt Doty – Guitarra, Teclados, Programación.
- Matt Stone – Guitarra, Teclados.
- Steve Roessner – Batería
- Oliver Chapoy – Guitarra, Teclados, Programación.
- Will Stichter – Bajo

### Anteriores
- Josh Tillman, Batería '01-'04.
- Zach Tillman, Bajo '02-'04.
- Justin Saxby, Bajo durante la gira del verano '03.
- Bethany Olson, Teclado durante el invierno '03.
- Joel Votaw, Bajo durante la primavera y el verano '02.
- Erin Berkey, Llaves y Campanas durante el verano '02.
- Jesse Pierce, Bajo durante el invierno '02.

## Discografía
- Be a Bright Blue (2002)
- Four Months of Darkness (2003)
- Luck Will Not Save Us From a Jackpot of Nothing (EP) (2005)
- The Exquisite Death of Saxon Shore (2005)